# Edward Decter
Edward Ignatius "Ed" Decter, né en 19 mai 1959, est un scénariste, réalisateur et producteur américain. Il est diplômé de l'université wesleyenne en 1979. Il est aussi connu dans le métier sous le nom de Ed Decter.
Incorrigible Cory, Lizzie McGuire, Basket Academy, The New Guy et Shadowhunters font partie de ses principaux travaux.

## Filmographie

### Comme scénariste
- 1991 : The Adventures of Mark & Brian (en) (série télévisée).
- 1993 : Incorrigible Cory (Boy Meets World) de Michael Jacobs (série télévisée, 1993–1994).
- 1997 : Chicago Sons (en) de James Burrows (série télévisée).
- 1998 : L'Irrésistible Jack de Andrew D. Weyman (série télévisée).
- 1998 : Mary à tout prix (There's Something About Mary) de Bobby et Peter Farrelly.
- 1999 : Huit Heures de sursis (Odd Man Out) de David Kendall (en) et de Gil Junger(série télévisée).
- 2001 : Folles de lui (Head Over Heels) de Mark Waters.
- 2002 : Hyper Noël (The Santa Clause 2) de Michael Lembeck.
- 2003 : Lizzie McGuire (The Lizzie McGuire Movie) de Jim Fall.
- 2005 : Basket Academy (Rebound) de Steve Carr.
- 2006 : La Pire Semaine de ma vie (Worst Week of My Life) de Mark Bussell (série télévisée).
- 2006 : La vie sauvage (The Wild).
- 2006 : Super Noël 3 : Méga Givré (The Santa Clause 3: The Escape Clause) de Michael Lembeck.
- 2007 : Backyards & Bullets de Charles McDougall.
- 2016: Shadowhunters (série télévisée, saison 1)

### Comme producteur
- 1991 : The Adventures of Mark & Brian (en) (série télévisée).
- 1993 : Incorrigible Cory (Boy Meets World) (série télévisée, 1993–1994) : coproducteur exécutif.
- 1994 : Me and the Boys (en) (série télévisée): coproducteur exécutif.
- 1995 : Too Something (en) (série télévisée): coproducteur exécutif.
- 1997 : Chicago Sons (en) (série télévisée).
- 1998 : L'Irrésistible Jack (série télévisée).
- 1999 : Huit Heures de sursis (Odd Man Out) (série télévisée).
- 2001 : Folles de lui (Head Over Heels).
- 2002 : Le Nouveau (The New Guy).
- 2006 : La Pire Semaine de ma vie (Worst Week of My Life) (série TV) : seulement le premier épisode.
- 2006 : La vie sauvage (The Wild) : coproducteur.
- 2007 : Backyards & Bullets.
- 2016 : Shadowhunters (série TV, saison 1)

### Comme réalisateur
- 2002 : Le Nouveau (The New Guy).